# USS Buchanan (DD-484)
USS Buchanan (DD-484) là một tàu khu trục lớp Gleaves được Hải quân Hoa Kỳ chế tạo trong Chiến tranh Thế giới thứ hai. Nó đã tham gia suốt Thế Chiến II, sống sót qua cuộc xung đột, ngừng hoạt động năm 1948, rồi được chuyển giao cho Thổ Nhĩ Kỳ như là chiếc TCG Gelibolu (D-346) và hoạt động cho đến năm 1976. Nó là chiếc tàu chiến thứ hai của Hải quân Hoa Kỳ được đặt theo tên Franklin Buchanan (1800-1874), một Đại tá của Hải quân Hoa Kỳ và là vị Đô đốc duy nhất của Hải quân Liên minh miền Nam trong cuộc Nội chiến Hoa Kỳ.

## Thiết kế và chế tạo
Buchanan được chế tạo tại xưởng tàu của hãng Federal Shipbuilding and Drydock Company ở Kearny, New Jersey. Nó được đặt lườn vào ngày 11 tháng 2 năm 1941; được hạ thủy vào ngày 22 tháng 11 năm 1941, và được đỡ đầu bởi cô Hildreth Meiere, chắt của đô đốc Buchanan. Con tàu được cho nhập biên chế cùng Hải quân Hoa Kỳ vào ngày 21 tháng 3 năm 1942 dưới quyền chỉ huy của Thiếu tá Hải quân R. E. Wilson.

## Lịch sử hoạt động

### Thế Chiến II
Buchanan lên đường đi sang Mặt trận Thái Bình Dương vào ngày 28 tháng 5 năm 1942. Nó đã góp phần trong các cuộc đổ bộ lên Guadalcanal và Tulagi từ ngày 7 đến ngày 9 tháng 8, và vào ngày 9 tháng 8 đã có mặt trong Trận chiến đảo Savo, cứu vớt nhiều người sống sót từ các tàu tuần dương hạng nặng Astoria (CA-34), Quincy (CA-39), Vincennes (CA-44) và HMAS Canberra bị đánh chìm trong trận chiến. Đến tháng 9, nó hộ tống tàu sân bay Wasp (CV-7) và các tàu chiến khác đi đến Nouméa, New Caledonia. Không lâu sau đó, trong thành phần Đội đặc nhiệm 64.2, nó đã trợ giúp vào việc đổ bộ lên đảo Funafuti thuộc quần đảo Ellice.
Trong đêm 11-12 tháng 10, trong thành phần Đội đặc nhiệm 64.2 Buchanan tham gia Trận chiến mũi Esperance. Vào ngày 12 tháng 11, chiếc tàu khu trục bị hư hại trong giai đoạn đầu của Hải chiến Guadalcanal khi nó bị hải pháo của tàu bạn bắn trúng. Nó chịu đựng tổn thất năm thành viên thủy thủ đoàn, và phải rút lui khỏi trận chiến. Sau khi được sửa chữa, nó được phân nhiệm vụ hộ tống vận tải cho đến tháng 2 năm 1943.
Khởi hành từ Sydney, Australia, Buchanan gia nhập thành phần hộ tống thuộc Lực lượng Đặc nhiệm 15. Vào ngày 30 tháng 4, đang khi hộ tống một đoàn tàu vận tải, nó mắc cạn ngoài khơi bờ biển phía Nam Guadalcanal; chỉ được giải thoát sau khi phóng bỏ những vật nặng bên trên và sự trợ giúp của ba tàu kéo. Nó đi đến Espiritu Santo, New Hebrides để sửa chữa, và sau khi hoàn tất đã tham gia các hoạt động của Đội New Georgia từ ngày 30 tháng 6 đến ngày 13 tháng 7, bắn phá các khẩu đội pháo duyên hải đối phương trong chiến dịch chiếm đóng Rendova. Nó tham gia bắn phá Munda vào ngày 12 tháng 7, cũng như tham gia trận Kolombangara vào ngày 13 tháng 7. Nó bị hư hại do va chạm với tàu khu trục Woodworth (DD-460) trong trận sau này, phải rút lui về Nouméa để sửa chữa. Trong những tháng sau đó, nó hoạt động hộ tống tàu bè đi đến Nouméa, Espiritu Santo và Guadalcanal; tham gia chiến dịch Treasury-Bougainville từ ngày 1 đến ngày 11 tháng 11; và tham gia các cuộc tấn công lên Rabaul và Buka-Bonis. Sau đó, trong thành phần Lực lượng Đặc nhiệm 38, nó bắn phá đảo Shortland và Bougainville trong các ngày 8 và 13 tháng 1 năm 1944. Vào ngày 22 tháng 1, đang khi cứu hộ cho tàu chở dầu Cache (AO-67) bị trúng ngư lôi, nó truy lùng và đánh chìm tàu ngầm Nhật Bản RO-37 ở tọa độ 11°47′N 164°17′Đ / 11,783°N 164,283°Đ.
Trong tháng 2, Buchanan tham gia nhiều hoạt động trong suốt chiến dịch tại quần đảo Bismarck từ ngày 15 tháng 2 đến ngày 1 tháng 3. Nó bảo vệ cho cuộc đổ bộ lên đảo Green và đóng vai trò tích cực trong việc bắn phá Kavieng, Rabaul và New Ireland trước khi lên đường quay trở về Hoa Kỳ, và được đại tu tại ụ tàu của Xưởng hải quân Mare Island.
Sau khi hoàn tất việc đại tu và huấn luyện ôn tập, Buchanan quay trở lại khu vực Thái Bình Dương để phục vụ hộ tống vận tải cho chiến dịch tấn công và chiếm đóng miền Nam Palaus từ ngày 6 tháng 9 đến ngày 14 tháng 10. Nó sau đó tham gia cuộc tấn công lên Luzon, Philippines từ ngày 14 đến ngày 16 tháng 12. Vào ngày 18 tháng 12, nó bị hư hại bởi một cơn cuồng phong trong biển Philippine, và sau khi được sửa chữa những hư hại, nó tham gia các cuộc tấn công lên Luzon, Đài Loan và bờ biển Trung Quốc từ ngày 6 đến ngày 16 tháng 1 năm 1945 để hỗ trợ cho chiến dịch Luzon. Trong thời gian còn lại của Thế Chiến II, nó tham gia cuộc tấn công Iwo Jima từ ngày 15 tháng 2 đến ngày 5 tháng 3, tấn công Okinawa và hỗ trợ các cuộc không kích của Đệ Tam hạm đội và Đệ Ngũ hạm đội từ ngày 16 tháng 3 đến ngày 30 tháng 6, cũng như trong chiến dịch của Đệ Tam hạm đội xuống chính quốc Nhật Bản từ ngày 10 tháng 7 đến ngày 15 tháng 8.

### Sau chiến tranh
Vào ngày 29 tháng 8, Buchanan tiến vào vịnh Tokyo hộ tống cho thiết giáp hạm South Dakota (BB-57). Vào ngày 1 tháng 9, nó đưa các Thủy sư đô đốc Chester Nimitz và William Halsey, Jr. từ các soái hạm tương ứng của họ đến Yokohama, nơi họ gặp gỡ tướng Douglas MacArthur rồi quay trở lại hạm đội. Ngày hôm sau nó đưa tướng MacArthur đi đến thiết giáp hạm Missouri (BB-63), nơi ông chủ trì lễ ký kết văn kiện Nhật Bản đầu hàng trước khi đưa ông quay trở lại Yokohama. Nó tiếp tục làm nhiệ vụ chiếm đóng tại Viễn Đông cho đến ngày 8 tháng 10, khi nó khởi hành đi San Francisco, California, đến nơi vào ngày 20 tháng 10. Chiếc tàu khu trục tiếp tục đi đến Charleston, South Carolina để đại tu chuẩn bị ngừng hoạt động; và nó được cho xuất biên chế và chuyển sang dự bị tại đây vào ngày 21 tháng 5 năm 1946.

### Phục vụ cùng Hải quân Thổ Nhĩ Kỳ
Buchanan nhập biên chế trở lại tại Charleston vào ngày 11 tháng 12 năm 1948, và được chạy thử máy và huấn luyện ôn tập cùng một hạt nhân thủy thủ đoàn người Thổ Nhĩ Kỳ trên tàu. Vào ngày 29 tháng 3 năm 1949, nó lên đường đi sang Gölcük, Thổ Nhĩ Kỳ và được chuyển giao cho Hải quân Thổ Nhĩ Kỳ tại đây vào ngày 28 tháng 4 năm 1949. Nó tiếp tục phục vụ như là chiếc TCG Gelibolu (D-346) cho đến khi nghỉ hưu vào năm 1976.

## Phần thưởng
Buchanan được tặng thưởng danh hiệu Đơn vị Tuyên dương Tổng thống cùng mười sáu Ngôi sao Chiến trận do thành tích phục vụ trong Thế Chiến II, khiến nó trở thành một trong những con tàu Hoa Kỳ được tặng thưởng nhiều nhất trong cuộc chiến này.